# Kardinaal Mercierplein (Jette)

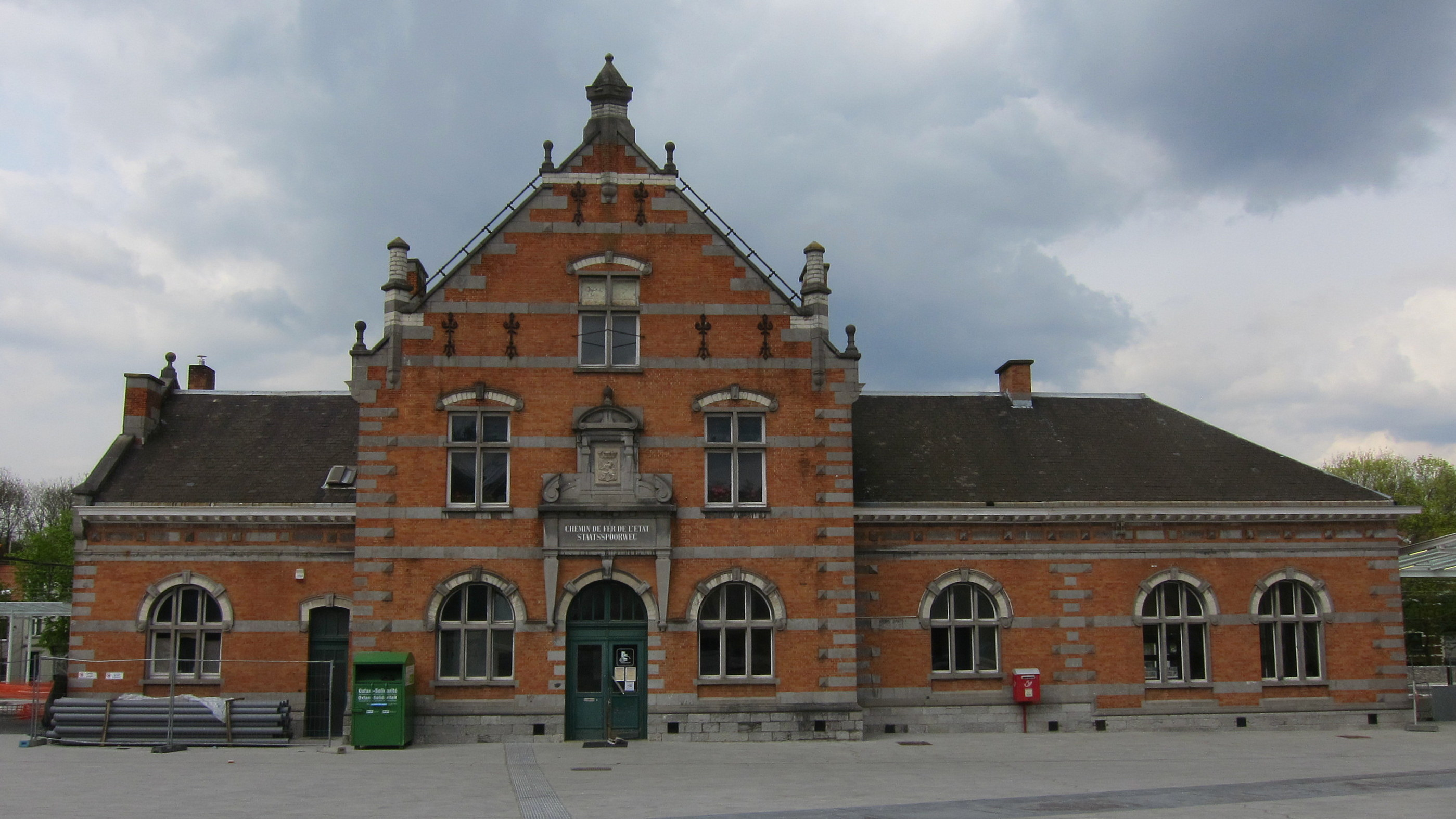
Station van Jette

Het Kardinaal Mercierplein (Frans: Place Cardinal Mercier) is een plein in de Belgische gemeente Jette in het Brussels Hoofdstedelijk Gewest.
Omheen het plein bevinden zich de neogotische Sint-Pieterskerk, het Station Jette (uit 1892), de Nederlandse en de Franstalige bibliotheek en het voormalig gemeentehuis. Dit gebouw in Vlaamse neorenaissancestijl uit 1899-1901 werd ontworpen door de architect Jules-Jacques Van Ysendijck.
Aan het gebouw op het plein op nummer 23 bevindt zich een fresco van Hughes Renier bestaande uit 79 panelen van 1 m² gerealiseerd door het bedrijf Les Émailleries Belges.
Aan de zuidzijde van het plein ligt het Paul Garcetpark.

## Geschiedenis
Vroeger heette het plein het Gemeenteplein. Later is de naam van het plein genoemd naar kardinaal Désiré-Joseph Mercier.
Onder het Kardinaal Mercierplein bevinden zich de oude restanten van de Sint-Pieterskerk.
Het plein kreeg zijn huidig uitzicht op het einde van de 19de eeuw. In 2013 werd het plein opnieuw heringericht.